# 懐月堂度辰
懐月堂 度辰（かいげつどう どしん、生没年不詳）とは、江戸時代の浮世絵師。

## 来歴
懐月堂安度の門人。経歴は不明、「度辰」の本来の読み方も明らかではなく「のりたつ」とも読める。作画期は宝永から正徳の頃にかけてで、大々判の墨摺絵3点と肉筆画9点を残している。墨摺絵の版元は3点とも通油町の中屋である。なお度辰の作には「懐月末葉度辰」とあるのみで、度辰が自ら「懐月堂」の号を称したかどうかは明らかではないが、従来より「懐月堂度辰」の名で呼ばれている。

## 作品

### 木版画
- 「鷹の羽模様衣裳の立美人」　大々判墨摺絵　メトロポリタン美術館所蔵　※「日本戯畫懐月末葉度辰圖」の落款あり
- 「秋草模様衣裳の立美人」　大々判墨摺絵
- 「蓑笠模様衣裳の立美人」　大々判墨摺絵

### 肉筆画
| 作品名         | 技法     | 形状・員数 | 寸法（縦x横cm） | 所有者                         | 年代 | 落款・印章                                               | 備考                                                                                 |
| -------------- | -------- | ---------- | --------------- | ------------------------------ | ---- | -------------------------------------------------------- | ------------------------------------------------------------------------------------ |
| 遊女立姿図     | 紙本着色 | 1幅        | 85.3x41.7       | 東京国立博物館                 |      | 款記「日本戯畫 懐月末葉度辰圖之」/「安度」白文方郭内円印 |                                                                                      |
| 立姿美人図     | 紙本着色 | 1幅        |                 | 出光美術館                     |      | 款記「日本戯畫 懐月末葉度辰圖之」/「安度」白文方郭内円印 |                                                                                      |
| 美人図         | 紙本着色 | 1幅        |                 | ニューオータニ美術館           |      | 款記「日本戯畫 懐月末葉度辰圖之」/白文方印（印文不明）   |                                                                                      |
| 婦女図         | 紙本着色 | 1幅        |                 | サントリー美術館               |      | 款記「日本戯畫 懐月末葉度辰圖之」                        | 頭に紫帽子を付けていることから単なる美人画ではなく、女形役者を描いたものと見られる。 |
| 太夫美人図     | 紙本着色 | 1幅        |                 |                                |      | 款記「日本戯畫 懐月末葉度辰圖之」/方印（印文不詳）       | 萬野美術館旧蔵                                                                       |
| 一人立美人図   | 紙本着色 | 1幅        | 97.8x41.5       | 心遠館（プライスコレクション） |      | 款記「日本戯画 懐月末葉度辰図之」/「安度」白文内円方印   |                                                                                      |
| 遊女図         | 紙本着色 | 1幅        |                 | ウースター美術館               |      | 款記「日本戯畫 懐月末葉度辰圖之」/「安度」白文方郭円印   |                                                                                      |
| 文を書く遊女図 | 紙本着色 | 1幅        | 寸法（縦x横cm） | メトロポリタン美術館           |      | 款記「日本戯畫 懐月末葉度辰圖之」/「安度」白文方郭円印   |                                                                                      |
| 美人図         | 紙本着色 | まくり1枚  |                 | 大英博物館                     |      | 款記「日本戯畫 懐月末葉度辰圖之」/「安度」白文方郭円印   |                                                                                      |